# Coris sandeyeri
Coris sandeyeri je vrsta ustnač, ki je razširjena ob vzhodnih obalah Avstralije ter v vodah novozelandskega Severnega otoka. Zadržuje se do globin okoli 60 metrov, najpogosteje na peščenih in skalnih podlagah. V dolžino zraste med 20 in 45 cm.